# Vernassal
Vernassal település Franciaországban, Haute-Loire megyében. Lakosainak száma 363 fő (2022. január 1.). Vernassal Allègre, Céaux-d’Allègre, Fix-Saint-Geneys, Lissac és Vazeilles-Limandre községekkel határos.

## Népesség
A település népessége az elmúlt években az alábbi módon változott:
| Lakosok száma | 569  | 360  | 314  | 366  | 373  | 359  | 355  | 362  | 362  | 363  |
|               | 1968 | 1982 | 1990 | 2006 | 2013 | 2015 | 2017 | 2019 | 2020 | 2022 |